# Neptini
De Neptini zijn een geslachtengroep van vlinders uit de onderfamilie Limenitidinae van de familie Nymphalidae.

## Geslachten
- Neptis Fabricius, 1807
- Aldania Moore, 1896
- Lasippa Moore, 1898
- Pandassana Moore, 1898
- Pantoporia Hübner, 1819
- Phaedyma Felder, 1861